# Chrysopilus pallipes
Chrysopilus pallipes är en tvåvingeart som först beskrevs av Friedrich Hermann Loew 1869.  Chrysopilus pallipes ingår i släktet Chrysopilus och familjen snäppflugor. Inga underarter finns listade i Catalogue of Life.